# Woman's World (chanson de Cher)
Singles de Cher
You Haven't Seen the Last of Me
(2010)
Woman's World est une chanson electropop de l'artiste américaine Cher, et est le premier single issu de son vingt-cinquième album studio Closer to the Truth , à paraître en 2013. Woman's World a été écrite par Matt Morris, Paul Oakenfold et Anthony Crawford, tandis que la production a été gérée par Oakenfold. Musicalement, la chanson est un morceau influencé par la musique dance qui contient des éléments d'europop et de house. Lyriquement, la chanson est un hymne à l'émancipation des femmes dans lequel Cher affirme qu'elle est « assez forte pour être à la hauteur » parce que « c'est un monde de femmes ». 
Bien que la chanson ait été dévoilée en avant-première le 22 novembre 2012 sur des sites de streaming en ligne, la date officielle du single est le 18 juin 2013.